# Bushra
Bushra Rozza (àrab: بشرى رزة, Buxrà Ruzza), coneguda professionalment com Bushra (Cambridge, 5 d'octubre de 1981), és una actriu i cantant egípcia. Va guanyar el premi a la millor actriu al Festival Internacional de Cinema de Dubai pel seu paper a 678.

## Primers anys
Bushra va néixer a Cambridge, Anglaterra, filla de l'escriptor egipci Ahmed Abdalla Rozza, i d'una mare que treballava com a consultora de desenvolupament humà preocupada pels drets de les dones. La família es va traslladar al Caire quan ella tenia 10 anys.

## Carrera
Bushra va començar la seva carrera com a periodista a la televisió per satèl·lit i no va començar a actuar fins al 2002. El seu primer paper va ser a la sitcom Shabab Online, ‘Joventut Online’. Després va treballar en diversos papers tant en produccions de comèdia com de drama. Va guanyar un primer premi per la seva participació a la pel·lícula de 2004 Iskandariyah... New York, dirigida per Youssef Chahine. Ha publicat àlbums musicals, com Makanak, ‘El teu lloc’, i Ehki, ‘Parla’, i també el videoclip Cobra, que va criticar l'actor  Mohamed Ramadan.
Bushra també és fundadora del Festival de Cinema del Gouna, un festival que es va establir per promoure la interacció cultural. Sobre el tema de l'assetjament sexual, ha dit que «els polítics sols no creen el canvi. Ja és hora que els actors i cineastes també hi participem».

## Vida personal
Bushra va estar casada del 2010 al 2015 amb l'enginyer i empresari sirià Amr Raslan, amb qui té dos fills.
Diverses fonts afirmen que va néixer el 1976, però més tard va esmentar que va néixer als anys vuitanta. En el seu compte oficial de Facebook s'indica el 5 d'octubre com a data de naixement, i una font informa que seria de l'any 1981.

## Filmografia escollida

### Pel·lícules
- Iskandariyah... New York (2004)
- Grandpa Darling (2007)
- 678 (2010)
- Mr. & Mrs. Ewis (2012)

### Sèries de televisió
- Hidden Worlds (2018)

## Discografia
- Tabat & Nabat (2005)
- Cobra (2018)